# Världsspråk
Ett världsspråk är främst ett språk som uppfyller ett eller flera av följande kriterier:
- har en viktig roll i världspolitiken
- har stor global spridning
- används som mellanfolkligt språk
- har många talare.

Världens mest använda språk är engelska, med drygt 1,8 miljarder användare världen över i början av 2000-talet, enligt Ethnologue: Languages of the World.
Världens mest talade språk som modersmål är däremot kinesiska, med 1,2 miljarder användare, enligt FN.
Tilläggas beträffande dessa båda uppgifter att det finns ett antal olika sätt att räkna, och att uppgifterna därför skiljer sig påtagligt mellan olika källor.
"Världsspråk" kan även användas som ett annat ord för internationellt hjälpspråk (till exempel esperanto, interlingua och volapük).
Genom historien har det viktigaste internationella språket i västvärlden skiftat i följande ordning:
- Antiken
  - grekiska [5]
- Antiken, medeltiden
  - latin
- Senare tid
  - portugisiska (1400-1600)
  - spanska (1450-1800)
  - franska (1500-1900)
  - engelska (1800-)
- Nutid
  - FN-språk[6]
    - engelska, franska, spanska, kinesiska, ryska och arabiska

  - arbetsspråk inom EU (EU har 23 officiella språk) [7][8]
    - engelska, franska, tyska